# Five Nights at Freddy’s (Computerspiel)
Five Nights at Freddy’s (deutsch etwa: Fünf Nächte bei Freddy’s; oft mit FNaF bzw. FNaF-1 abgekürzt) ist ein Point-and-Click-Computerspiel aus dem Themenfeld des Survival-Horrors. Es ist der erste Teil der gleichnamigen Spieleserie. Five Nights at Freddy’s basiert auf einer Idee des Independent-Spieleentwicklers Scott Cawthon, der das Spiel zudem selbst programmierte und über die Internet-Vertriebsplattform Desura am 8. August 2014 veröffentlichte. Das Spiel erschien ursprünglich für Geräte mit Windows, iOS, Android und Windows Phone und später auch für diverse Spielkonsolen.
Schauplatz der Spielehandlung ist eine stillgelegte Pizzeria, in der sich des Nachts vier bewegliche Bühnenfiguren, sogenannte Animatronics, verselbstständigen. Sie waren einst die Hauptattraktion der Pizzeria, die eine lange und ereignisreiche Geschichte hinter sich hat. Das Lokal wurde aufgrund vermisster Kinder und mangelnder Hygienezustände geschlossen. Die Animatronics versuchen jede Nacht, in das Sicherheitsbüro einzudringen, um den dort für sechs Stunden arbeitenden Nachtwächter zu töten. Er kann die Figuren nur abwehren, indem er sie per Überwachungskameras im Auge behält und zu geeigneter Zeit seine Bürotüren schließt.
Überwiegend positiv bewertet – in den USA ist Five Nights at Freddy’s sehr bekannt und beliebt – mehrten sich jedoch auch kritische Stimmen. Allen voran besorgte Eltern und Lehrer unterstellen dem Spiel einen negativen Einfluss, insbesondere auf das Kindeswohl. Trotzdem genießt das Spiel eine große Popularität, wie unter anderem Parodien in Indie-Open-World-Spielen, wie etwa Minecraft, sowie mehrere ebenfalls erfolgreiche Nachfolgespiele zeigen.

## Handlung
Der Spieler schlüpft in die Rolle des Nachtwächters Mike Schmidt. Über eine Zeitungsannonce erfährt dieser, dass die heruntergekommene Pizzeria „Freddy Fazbear's Pizza“ einen Nachtwächter sucht. Mike nimmt an, da er sich mit den fünf Nachtschichten die versprochenen 120 $ (nach der 6. Nacht noch einmal 0,50 $ extra) dazuverdienen will. In der ersten Nacht erhält er einen Telefonanruf, beim Abnehmen des Hörers ertönt jedoch eine auf Band gesprochene Nachricht. Sie stammt vermutlich von einem der Vorgänger von Mike, welcher bislang namenlos blieb und im englischen Original nur Phone Guy genannt wird.
Der Anrufer liest zunächst die offizielle, für neue Mitarbeiter bestimmte Begrüßung vor, dann warnt er Mike vor den Animatronics, bewegliche Bühnenfiguren, für die das Lokal einst berühmt war. Sie sollen sich nachts verselbstständigen, durch die Pizzeria laufen und das Büro des Nachtwächters aufsuchen. Phone Guy erklärt dies damit, dass der Servo-Antrieb der Figuren anfange, zu klemmen, wenn er zu lange stillstehe. Um dies zu vermeiden, sei in die Animatronics eine Art „Freigang-Modus“ programmiert worden. Da Nachtwächter kein Animatronic-Kostüm tragen, sei es laut dem Anrufer denkbar, dass die echten Animatronics den Spieler für ein unkostümiertes Endoskelett halten könnten. Dies verstoße jedoch „gegen die Regeln“ (welche „Regeln“ das sein sollen, erklärt Phone Guy nicht). Deshalb würden die Animatronics unter Umständen versuchen, ihr Opfer gewaltsam in eines der leeren Ersatzkostüme zu zwängen. Dies führe zum Tod des Opfers, weil die Kostüme innenseitig mit spitzen Ösen und Schrauben bespickt seien. Der Anrufer beschwichtigt widersprüchlicherweise noch, dass alles halb so wild sei, dann legt er auf.
In den darauffolgenden Nächten klingelt das Telefon jeweils erneut, jedes Mal ertönt eine Bandansage. Mit jedem Anruf drängt Phone Guy mehr und mehr zur Vorsicht und ermahnt Mike, sich bloß nicht erwischen zu lassen. In der vierten Nacht schließlich wird Schmidt akustisch Zeuge, wie der Anrufer in seinem Büro überrascht und augenscheinlich von den Animatronics getötet wird. In der fünften Nacht klingelt das Telefon erneut, diesmal dringt aus dem Hörer unverständliches, stark verzerrtes und sehr tiefes Brabbeln, das nicht von einem Menschen zu stammen scheint.
Während des Spielverlaufs besteht die Möglichkeit, dank zufällig auftauchender Flugzettel mit Zeitungsausschnitten die Hintergrundgeschichte und Vergangenheit von Freddy Fazbear's Pizza zu rekonstruieren: Einst war Freddy Fazbear’s Pizza ein beliebtes Speise- und Partylokal mit hohen Besucherzahlen und Umsätzen. Ihren Erfolg verdankte die Pizzeria ihren vier Animatronics, die sich nicht nur frei bewegen, sondern auch singen und musizieren konnten. Irgendwann jedoch verschwanden mindestens fünf Kinder in dem Lokal. Es stellte sich heraus, dass einer der Angestellten sich als Animatronic verkleidet und die Kinder in einen Hinterraum gelockt hatte. Der Angestellte wurde verhaftet, aber die Leichen der Kinder wurden nie gefunden.
Nach diesen Vorfällen ließ die Besucherzahl sehr bald nach. Im Laufe der Zeit häuften sich Beschwerden seitens der Eltern, die noch mit ihren Kindern das Lokal aufsuchten. Laut Polizeiakten hatten Eltern einen fürchterlichen Gestank wahrgenommen, der aus den Animatronics strömte. Außerdem war ihnen aufgefallen, dass Blut und Gewebe aus den Augen- und Mundhöhlen der Puppen quoll. Einer der Zeugen bezeichnete die Animatronics sogar als „animierte Leichname“. Schließlich schaltete sich auch das Gesundheitsamt ein, das dem Betreiber von Freddy Fazbear’s Pizza drohte, das Lokal zu schließen, sollten sich die Hygienezustände nicht bessern. Aufgrund der Ereignisse blieben immer mehr Besucher dem Lokal fern und der Betreiber kündigte schließlich an, gegen Ende des Jahres zu schließen.
Phone Guy erwähnt außerdem einen Vorfall aus dem Jahr 1987, der nur als „Biss von 1987“ bekannt ist. Dabei soll das Opfer seinen frontalen Stirnlappen verloren und trotzdem überlebt haben. Da auch die Verunreinigungen und der Gestank weiterhin nicht nachließen, blieben die Besucher dem Lokal schließlich ganz fern. Schon bald darauf wurde der Betrieb der Pizzeria endgültig eingestellt.

### Charaktere

#### Protagonisten
In Five Nights at Freddy’s gibt es drei Protagonisten: Mike Schmidt, dessen Rolle der Spieler übernimmt, Phone Guy, der hin und wieder Tipps gibt, und das leitende Unternehmen, Freddy Fazbear Entertainment, dessen Rolle zweifelhaft ist.
- Mike Schmidt: Über Mike Schmidt ist wenig bekannt. Sein Aussehen wird dem Spieler vorenthalten, es liegt keine Personenbeschreibung vor. Anhand der sichtbaren Augen der Leiche im Game-over-Bildschirm ist nur bekannt, dass er blaue Augen hat.
- Phone Guy: „Phone Guy“ (deutsch „Telefon-Typ“) ist die ursprünglich inoffizielle Bezeichnung für den ominösen Anrufer, der dem Nachtwächter jede Nacht eine auf Band gesprochene Nachricht hinterlässt. Seit Ultimate Custom Night wird sein Pseudonym auch offiziell verwendet. Er tritt niemals persönlich in Erscheinung und bislang wurde ihm auch kein bürgerlicher Name zugewiesen. Sein Verhalten hat in der Community zu lebhaften Debatten geführt, da Phone Guy sich oftmals widerspricht und die von den Animatronics ausgehende Bedrohung herunterspielt, anstatt dem Spieler beispielsweise dazu zu raten, das Lokal sofort zu verlassen. Aufgrund dieser Unehrlichkeit wird oft vermutet, dass Phone Guy dem Spieler gar nicht wirklich helfen will. Allerdings sind manche seiner Hinweise unabdingbar für ein erfolgreiches Weiterspielen, was ihn zum einzigen Verbündeten macht, den der Spieler hat. Er ist zum Zeitpunkt der Handlung vermutlich bereits verstorben. Während einer seiner aufgenommenen Nachrichten wird Phone Guy anscheinend von den Animatronics ermordet.
- Freddy Fazbear Entertainment: Das Unternehmen „Freddy Fazbear Entertainment“ ist der Auftraggeber von Mike Schmidt und Phone Guy. Die Firma scheint um die beängstigenden Vorkommnisse um die Animatronics zu wissen und ist offenbar sehr um Vertuschung bemüht. In dem Begrüßungsschreiben, das Phone Guy zu Spielbeginn verliest, wird ausdrücklich erwähnt, dass jegliches Verschwinden oder Sterben von Mitarbeitern erst nach Ablauf von drei Monaten zu Protokoll gebracht und gemeldet wird. In der Zwischenzeit würden Fund- oder Tatorte grundgereinigt und eventuell verschmutzte Teppichböden durch neue ersetzt. Trotz allem scheint das Unternehmen seinen Verpflichtungen gegenüber den Angestellten zuverlässig nachzukommen, wie die wöchentlich ausgestellten Lohnschecks belegen.

#### Animatronics (Antagonisten)
In Five Nights at Freddy’s gibt es vier anthropomorphe Animatronics sowie einen Zusatzcharakter. Die Animatronics verlassen ihre Showbühne normalerweise in alphabetischer Reihenfolge. Aus diesem Grund ist „Bonnie“ meistens der Erste, der entschwindet. Über die Nächte hinweg werden die Animatronics aggressiver und bewegen sich immer schneller und öfter zum Spieler hin.
- Freddy Fazbear: Er ist das namensgebende Maskottchen. Ein dicklicher, brauner Teddybär mit kleiner, schwarzer Fliege und kleinem, schwarzen Zylinderhut. In seiner rechten Hand hält er ein silbern verchromtes Mikrofon. Geht dem Spieler der Strom aus, wird es im Gebäude dunkel und Freddy erscheint mit leuchtenden Augen in der linken Tür. Gleichzeitig ertönt eine Polyphon-Version des Liedes Auf in den Kampf, Torero aus der französischen Oper Carmen mit zufällig variierender Länge. Nach Ende der Musik tötet Freddy den Spielercharakter. Ab der dritten Nacht kann auch Freddy jederzeit in das Büro eindringen, ohne dass der Strom ausfällt. In diesem Falle bewegt er sich immer auf dem gleichen Pfad durch die Räume der Pizzeria und lacht jedes Mal, wenn er einen neuen Raum betritt, wobei Beobachtung durch die Kamera ihn verlangsamt. Hat er den Raum neben der rechten Tür erreicht, kann er, solange sie geöffnet ist, das Büro betreten und den Spieler überraschen, ohne im Türrahmen zu erscheinen.
- Bonnie the Bunny: Ein lavendelblauer Hase mit roter Fliege, der auf der Showbühne eine rot-weiße E-Gitarre mit schwarzem Griff in den Händen hält. Diese verschwindet, sobald er die Bühne verlässt. Bonnie gilt als besonders aggressiv und aufmüpfig: er kehrt sehr oft zum Büro zurück, bleibt aber in der Regel nicht lange. Er erscheint stets in der linken Tür. Ist die Tür geschlossen, kann seine An- oder Abwesenheit nur durch seinen Schatten nachverfolgt werden, der durch das Bürofenster fällt.
- Chica the Chicken: Der einzige „weibliche“ Charakter in der Gruppe. Chica ist ein senfgelbes Huhn, das ein weißes Lätzchen mit der Aufschrift „Let’s eat!“ (deutsch: „Lass uns essen!“) um den Hals trägt. Auf der Bühne trägt sie einen Teller mit einem pinkfarbenen Modell-Cupcake. Sobald sie die Bühne verlassen hat, sind Teller und Cupcake verschwunden. Chica gilt als besonders hartnäckig, sie verweilt oft lange an der Tür und zehrt somit am stärksten am Stromvorrat. Dafür kehrt sie aber seltener zurück als Bonnie. Sie erscheint im großen Bürofenster auf der rechten Seite. Sie ist außerdem bekannt dafür, Krach zu machen, wenn sie die Küche betritt (was der einzige Weg ist, ihren Aufenthalt in dem Raum sicher festzustellen, da ihre Kamera nicht funktioniert), weshalb Spielefans Witze darüber verbreiten, Chica sei verfressen.
- Foxy the Pirate Fox: Er ist, neben Freddy, der für den Spieler gefährlichste Animatronic. Foxy ist ein dürrer Fuchs mit Augenklappe und Enterhaken anstelle der rechten Hand. Auffällig ist sein karmesinrotes, zerfleddertes Fell, das stellenweise fehlt, sodass das mechanische Endoskelett sichtbar ist. Außerdem fehlen ein paar seiner Zähne und der Kiefer scheint ausgerenkt zu sein – das Maul steht fast immer offen. Foxy besitzt eine eigene Bühne, die Pirate’s Cove (deutsch „Piratenbucht“), vor der ein Schild mit der Aufschrift: „Sorry! Out of order!“ (deutsch „Verzeihung! Außer Betrieb!“) steht. Foxy unterscheidet sich in seinem Verhalten sehr von den anderen Animatronics. Er schleicht nach und nach hinter seinem Vorhang hervor, bis er vor der Bühne steht. Irgendwann sieht der Spieler nur noch eine leere Bühne. Manchmal steht auf dem Schild dann „It's me!“ (deutsch „Ich bin’s!“). Wechselt der Spieler nun auf die Kamera im West-Flügel, sieht er Foxy den Gang hinunterrennen, was Foxy zum einzigen Animatronic macht, der sich sichtbar bewegt. Hat der Spieler die Tür rechtzeitig verschlossen, kann man Foxy gegen die Tür hämmern hören, was den Spieler einen Teil seines Stroms verlieren lässt. Jedes Mal, wenn Foxy gegen die Tür schlägt, erhöht sich die Menge an Strom die verloren geht. Gelingt es nicht, ihn rechtzeitig aufzuhalten, tötet er den Spielecharakter.

#### Spezialgegner
- Golden Freddy ist der einzige inaktive Animatronic und mit einiger Wahrscheinlichkeit eine Halluzination. Wie Freddy Fazbear hat er das Aussehen eines Teddybärs, besitzt jedoch ein gold-gelbes Fell und leere Augenhöhlen. Golden Freddy erscheint nur unter einer bestimmten Voraussetzung: Ein bestimmtes Poster im westlichen Flügel des Gebäudes ändert sein Motiv. Es kann beispielsweise Freddy Fazbear zeigen, wie er seinen Kopf auseinanderreißt. Zeigt das Poster hingegen Golden Freddys Gesicht in Nahaufnahme, lauert er bereits im Büro. Golden Freddy sitzt dann leblos zusammengesunken dem Spieler gegenüber, erschreckt ihn mit lautem, tiefem Schreien und verursacht dann einen Spielabsturz. Zu diesem Zeitpunkt häufen sich die im Spiel gelegentlich auftretenden Halluzinationen stark. Golden Freddy kann aufgehalten werden, indem umgehend auf die Kameras geschaut wird, sobald er im Büro aufgetaucht ist.

## Spielmechanik

### Steuerung
Five Nights at Freddy’s kann sowohl auf Windows-PCs, Android-fähigen Geräten oder iOS-Geräten gespielt werden. Die Steuerung findet unter Windows per Mausklick und Tastatur statt, unter Android, iOS und Windows Phone per Touchscreen. In den Konsolenversionen findet die Steuerung über die jeweiligen Knöpfe und Tasten statt.

### Allgemein
Five Nights at Freddy’s gehört dem Genre des Survival Horrors an. Der Spieler soll nicht nur durch Jump-Scares erschreckt, sondern auch durch das gezielte und geschickte Schüren von Angst und Paranoia herausgefordert und unterhalten werden. Ziel des Spiels ist es, fünf Nächte zu überleben. Ist der Spieler erfolgreich, bekommt er einen Lohnscheck in Höhe von 120 $ überreicht – allerdings mit der Aufforderung, nächste Woche wieder zu erscheinen.
Gespielt wird im Einzelspielermodus aus der Ich-Perspektive. Der Spieler befindet sich in einem mehr oder weniger heruntergekommenen Büro, von dem aus er das Geschehen steuert. Per Mausklick kann er zwischen Büro und dem kleinen Überwachungsmonitor seines Tablets wechseln. Auf dem Überwachungsmonitor wiederum kann der Spieler zwischen mehreren Überwachungskameras wechseln. Ansonsten ist die Sicht des Spielers auf die linke und rechte Stahltür des Büros beschränkt, er kann seine Räumlichkeit nicht verlassen.
Jede Nachtschicht beginnt um 12:00 Uhr Mitternacht und endet um 6:00 Uhr morgens. In Realzeit dauert eine Nacht in der PC-Version 8 Minuten und 37 Sekunden, eine einzelne „Stunde“ währt etwa 95 Sekunden. In den Android-, Windows Phone- und iOS-Versionen sind es nur 5 Minuten und 45 Sekunden pro Nacht. Der Spieler muss sowohl die beiden Bürotüren als auch den Überwachungsbildschirm im Auge behalten. Die Animatronics nähern sich auf verschiedene Weise dem Büro und versuchen, den Spieler zu überfallen. Über die Überwachungskameras kann er nachverfolgen, welche Routen sie durch das Gebäude nehmen. Schaut man aber auf eine Kamera, während sich ein Animatronic dorthin bzw. von ihr wegbewegt, fallen die Kameras kurzzeitig aus.
Der Spieler muss entweder eine oder beide Bürotüren schließen, wenn einer der Animatronics im Türrahmen erscheint. Sie werden für den Spieler sichtbar, sobald er die Lichtschalter an den Türen betätigt und das Licht im Flur angeht. Allerdings ist der Stromvorrat für jede Nacht begrenzt. Der Stromverbrauch kann über eine Prozentanzeige links unten am Bildschirm nachverfolgt werden und er nimmt mit jeder Folgenacht ungleich zu. Sowohl das Betätigen der Lichtschalter, das Schließen der Türen, als auch übermäßiger Monitorwechsel verbrauchen zusätzlich Energie. Ist der Stromvorrat vollständig aufgebraucht, geht das Licht aus, die Türen öffnen sich wieder und es gibt keine Möglichkeit mehr, sich zu verteidigen. Es besteht jedoch die äußerst geringe Chance, dass die Uhr noch rechtzeitig 6:00 erreicht. Dringt ein Animatronic in das Büro ein, folgt nach kurzer Zeit ein sogenannter Jump-Scare, bei dem einer der Animatronics dem Spieler entgegen springt. Daraufhin folgt ein Game-over-Bildschirm, der den Backstage-Raum zeigt, in dem Ersatzkostüme und ‐teile für die Animatronics aufbewahrt werden. Dort ist nun auf der linken Seite ein „Freddy-Fazbear“-Kostüm zu sehen, aus dem die Augen und Zähne von Mike Schmidt quellen.
Seit der Vollversion des Originalspiels stehen zwei weitere Nächte als Bonus-Level zur Verfügung. Die sechste Nacht ist deutlich schwieriger als die vorhergehenden, in der siebten kann der Spieler den Schwierigkeitsgrad für jeden Animatronic individuell einstellen. Die sechste Nacht zu bestehen, führt zu einem zusätzlichen Lohnscheck über 0,50 $ für Überstunden. Am Ende einer erfolgreichen siebten Nacht wird der Spielcharakter jedoch von seinem Arbeitgeber gefeuert, weil er sich unerlaubterweise an den Animatronics zu schaffen gemacht hat, laut Kündigungsschreiben „unprofessionell“ arbeitet und angeblich „stinkt“.
Neben den herkömmlichen Gegnern muss sich der Spieler in FnaF-1 noch vor bestimmten Spezialeffekten hüten. So treten bereits mit Spielbeginn Halluzinationen und Spukerscheinungen, wie zum Beispiel die Gestalt „Golden Freddy“, auf. Während die Halluzinationen spieletechnisch harmlos sind, kann Golden Freddy zum Absturz des Spiels führen, wenn der Spieler nicht rechtzeitig oder falsch auf ihn reagiert.
Der Spieler hat die Möglichkeit, einzelne Nächte zu überspringen, wenn er die Tasten c, d und + gleichzeitig drückt. Dies funktioniert bislang jedoch nur in der PC-Version. Ein Easter Egg, das später zu einem Standard in der FNaF‐Reihe werden sollte, betrifft ein bestimmtes Poster im Büro, das die drei Haupt-Animatronics zeigt. Klickt der Spieler genau auf die Nase von „Freddy Fazbear“ auf diesem Poster, ertönt ein Quietschgeräusch.

## Entwicklungsgeschichte
Scott Cawthon hatte bereits vor Five Nights at Freddy’s andere Computerspiele entworfen, vor allem Rätsel- und Puzzlespiele, viele mit christlichen Inhalten. Insbesondere Chipper & Sons Lumber Co. erhielt von verschiedenen Spielekritikern negative Bewertungen, vor allem wegen der wie „gruselige leblose Animatronics“ wirkenden Spielfiguren. Zunächst verärgert über die Kritiken, beschloss Cawthon, ein Spiel zu entwerfen, das sich diesen Effekt zu Nutzen macht.
Als Inspiration für die Animatronics dienten reale Vorbilder aus Themenparks und amerikanischen Pizzeriaketten, die für ihre Animatronics bekannt sind. Zu den bekanntesten Animatronic-Shows gehören Chuck E. Cheese’s, ShowBiz Pizza Place, Country Bear Jamboree, Bullwinkle’s Pizza Parlour und Zenon’s Musical Robots. Diese Animatronic-Shows scheinen alle einen Einfluss auf das Spiel gehabt zu haben. So weist die Bühnenbesetzung im „Chuck E. Cheese’s“ eine große Ähnlichkeit mit dem Bühnentrio aus Five Nights at Freddy’s auf, auch befindet sich Chucks Showbühne am Ende eines großen Speisesaals. Der Gruselfaktor in FNaF wurde offenbar aus „Bullwinkle’s Pizza Parlour“ übernommen, denn diese Attraktion bietet Sondervorstellungen zu Halloween an. Freddy Fazbear's Aussehen stellt anscheinend eine persiflierte Version von Henry Bear aus „Country Bears Jamboree“ und Billy Bob aus „The Rock-afire Explosion“ des ShowBiz Pizza Place in Orlando dar.
Die Entwicklung und Programmierung des Spiels begann Scott Cawthon Anfang Juni 2014. Aufgrund finanzieller Probleme übertrug er die Aufgabe der Spieletester seinen Söhnen und vertonte die In-Game-Charaktere „Phone Guy“ und „Foxy“ selbst. Vor dem Charakter „Bonnie“ habe er sich beim ersten Betrachten seines Jumpscares so erschrocken, dass er wochenlang Albträume bekommen habe. Den Charakter „Foxy“ hat er nach eigenen Aussagen während einer 24-stündigen Autofahrt erschaffen.
Am 13. Juni wurde das Spiel mit Hilfe der Clickteam-Fusion-Software fertiggestellt und der Steamcommunity über Steam Greenlight vorgestellt. Mitte Juli kamen Trailer auf dem Videoportal YouTube hinzu. Am 8. August 2014 wurde die Demo-Version von Five Nights at Freddy’s über die Internet-Vertriebsplattform Desura erstmals veröffentlicht. Zehn Tage später, am 18. August 2014, konnte die Vollversion des Spiels für den PC erscheinen. Das Angebot wurde am 25. August um die Android-Version ergänzt, am 11. September folgte die iOS-Version und am 2. Dezember schließlich die Windows Phone-Version. Alle Vollversionen des Spiels sind kostenpflichtig.
Im April 2015 erwarb Warner Bros. die Filmrechte an der Serie. Drei Monate später wurde Gil Kenan als Regisseur für eine Verfilmung der Spielgeschichte bekanntgegeben.

## Spielekritiken und Erfolge

### Kritiken und Reviews
Von Profispielern und Spielekritikern wie zum Beispiel Joel Couture und Omri Petitte wird Five Nights at Freddy’s überwiegend positiv bewertet. Bei Metacritic, einer Website für Medienbewertungen, erzielte das Spiel eine Bewertung von 78 %, bei GameRankings, einem anderen Aggregator-Dienst, erreichte es einen Wertungsschnitt von 85 %. Spielekritiker Justin Clark bewertete das Spiel für das Onlinemagazin GameSpot mit „great!“ (deutsch „grossartig!“) und vergab 8 von 10 möglichen Punkten. Auf der Website PC Gamer erhielt Five Nights at Freddy’s eine Bewertung von 80 %. Das auf Handyspiele spezialisierte Onlineportal Pocketgamer verlieh der Android-Version von Five Nights at Freddy’s einen Gold Award und vergab 9 von 10 möglichen Punkten. Spieletester Patrick Slater bezeichnete es als „ein cleveres Schreck-Fest, welches Jump-Scares mit knöchelbeißender Spannung ausbalanciert“.
In erster Linie wurde das einfache Konzept des Spiels gelobt, welches – frei nach dem Motto „Weniger ist mehr“ – eine einfache Bedien-Mechanik sowie eine ansprechende Retro-Grafik anbiete. Ebenfalls positiv hervorgehoben wird der Umstand, dass trotz des verhältnismäßig einfach gehaltenen Aufbau des Spiels vom Spieler einiges an Geschick und starken Nerven abverlangt würden. Andere Spielekritiker loben die Charaktergestaltung der Animatronics sowie die Atmosphäre des Spiels. Zudem gefalle das Spiel aufgrund der Tatsache, dass es ganz ohne irgendeine Form von Gewalt, sei es durch Fäuste oder Waffen, auskomme und allein durch das Schüren von Ängsten und das Ausarbeiten von Überlebenstaktiken längerfristig unterhalte. Auch die Jump-Scares würden geschickt eingesetzt. Des Weiteren hebe Five Nights at Freddy’s sich von anderen Survival-Horror-Spielen dadurch ab, dass der Spieler völlig ohne Verteidigungswerkzeuge und Fluchtmöglichkeiten auskommen müsse. Ein weiterer besonderer Reiz des Spieles liege darin, dass dem Spieler das Gefühl vermittelt werde, die Animatronics beobachteten ihn durch die Überwachungskameras hindurch und studierten sein Verhalten regelrecht, zumal die Figuren fast immer mit weit geöffneten Augen direkt in die Kamera starrten. Dadurch werde eine besondere Art von Katz-und-Maus-Spiel geschaffen, bei dem sich der Spieler aufgrund seiner Unbeweglichkeit und Ungeschütztheit wie ohnmächtig und den Animatronics geradezu ausgeliefert fühle. Spielekritiker Jeffrey Matulef vergleicht die Animatronics in seinem Review mit den „Weinenden Engeln“ aus der Doctor-Who-Serie, da diese sich ebenfalls nur dann bewegen, wenn niemand hinsieht. Er lobt außerdem, wie durch den latenten Strommangel die Angst, Nervosität und der Zeitdruck des Spielers geschürt würden, was den Nervenkitzel des Spiels erst ausmache.
Es wurde lediglich bemängelt, dass die Download-Zeit zu lang sei, besonders bei der PC-Version. Auch wurde bedauert, dass der Spielspaß nachlasse, sobald der Spieler eine geeignete Taktik gefunden habe, um das Eindringen der Animatronics trotz Zeit- und Strommangel zu verhindern. Allerdings träfe dies auf fast alle Survival-Horror-Games zu.
Auf der Video-Plattform YouTube entwickeln sich sogenannte Let’s-Play-Videos zu allen Five-Nights-at-Freddy’s-Teilen zu einem regelrechten Hype. Einige Let's Play-Videos verzeichneten innerhalb eines Monats mehr als eine Million Aufrufe, die höchste Aufrufzahl mancher Videos lagen schnell bei über 17 Mio. Klicks. Spielekritiker wie zum Beispiel Nick Rowen vermuten als einen möglichen Grund für den Hype einen gewissen Reiz, professionellen Youtubern dabei zuzusehen, wie sie sich während des Spielens erschrecken. Das Motiv wäre in diesem Falle Schadenfreude. Für viele Zuschauer sei es aber auch so, als ob sie einen Horrorfilm schauten und dabei förmlich mitfieberten: Zuschauer, die das Spiel schon selber gespielt haben, würden dem Youtuber liebend gerne Warnungen zurufen, um ihm einen Jumpscare oder ein Game over zu ersparen – wie die Videokommentare nahelegen. Die hohe Anzahl und der geschickte Einsatz von Jumpscares in Five Nights at Freddy’s tue sein Übriges.

### Kommerzieller Erfolg
Gemäß statistischen Aufstellungen von Portalen wie Steam und Twitch wurde Five Nights at Freddy's bis Juni 2015 täglich bis zu 4.694 Mal via iPhone und PC heruntergeladen, dies ergibt eine ungefähre Tageseinnahme von 12.880 USD (entspricht etwa 11.560 €). Scott Cawthon hat inzwischen dem St. Jude Children’s Research Hospital (eine vielzitierte Kinderklinik in Memphis, Tennessee, die speziell Kinder mit Krebs- und Leukämie-Leiden behandelt), eine Summe von 256.500,00 $ gespendet. Wäre die Five-Nights-at-Freddy's-Serie nicht ein solcher Überraschungserfolg geworden, hätte Scott Cawthon seine berufliche Karriere als Spieledesigner aufgeben müssen.

### Nachfolger und Derivate
Am 11. November 2014 kam der Nachfolger Five Nights at Freddy’s 2 heraus. Am 2. März 2015 wurde der dritte Teil der Serie, Five Nights at Freddy’s 3, veröffentlicht. Der vierte Teil, Five Nights at Freddy’s 4, wurde ursprünglich für den 31. Oktober 2015 angekündigt und als finales Kapitel bezeichnet. Dieser Termin wurde später auf den 8. August 2015 vorgezogen, am gleichen Tag wurde stattdessen für den 31. Oktober ein Gratis-DLC angekündigt. Letztlich wurde das Spiel bereits am 24. Juli 2015 veröffentlicht. Am 7. Oktober 2016 erschien Five Nights at Freddy’s: Sister Location als fünfter Spieleteil.
Ein Spieleableger zur Five-Nights-at-Freddy’s-Serie ist FnaF World, welches am 21. Januar 2016 erstveröffentlicht, zunächst wegen zahlreicher, schwerwiegender Bugs zurückgenommen und schließlich am 8. Februar 2016 wieder herausgegeben wurde. Am 13. Mai 2016 erschien ein letztes Update für das Spiel.

### Adaptionen und Parodien
Ähnlich wie die fiktive Figur „Slender Man“, haben inzwischen auch sämtliche Teile der Five-Nights-at-Freddy's-Serie Eingang in das populäre Indie-Open-World-Spiel „Minecraft“ gefunden. Dort können Spieler wahlweise im Einzel- oder Multiplayermodus eine dreidimensionale Nachbildung von „Freddy Fazbear's Pizzeria“ erkunden, wobei sie den Animatronics ausweichen müssen. Ein ähnlicher Spieleableger ist Five Nights at Freddy's - Gmod. Der sogenannte „Garry’s Mod“ (so die volle Bezeichnung) ist ein Spieleserver, der diverse Spiele in 3D-Animationen umwandelt und Einzelspielermodi und Multispielermodi anbietet. Der Spieler kann Five Nights at Freddy's somit nun auch dreidimensional spielen. Genau wie im Originalspiel, so müssen die Abenteurer den Animatronics entkommen, sie können sich aber auch gegenseitig „bekriegen“.
Der überraschende und überwältigende Erfolg der Five-Nights-at-Freddy’s-Serie schlägt sich auch in zahlreichen, von Fans kreierten Spielederivaten nieder. Am bekanntesten ist Five Nights at Candy’s, das sehr stark der Originalserie nachempfunden ist. Ebenfalls bekannt ist unter anderem Those Nights at Rachel’s. In beiden Ablegern wird eine Art Parallelstory erzählt und der Spieler muss sich gleichfalls gegen besessene Animatronics behaupten. Zudem gibt es eine humoristische Version als RPG-Horror-Game mit dem Namen Five Nights at Fuckboy's zu den ersten drei Teilen.